# Ihor Skoba
Ihor Ołehowycz Skoba, ukr. Ігор Олегович Скоба (ur. 21 maja 1982 w Dżankoju, w obwodzie krymskim) – ukraiński piłkarz, grający na pozycji pomocnika.

## Kariera piłkarska

### Kariera klubowa
Wychowanek Dynama Kijów, barwy którego bronił w juniorskich mistrzostwach Ukrainy (DJuFL). Karierę piłkarską rozpoczął 29 kwietnia 1998 w składzie Dynamo-3 Kijów, potem występował w Dynamo-2 Kijów. W 2002 został wypożyczony najpierw do Zakarpattia Użhorod, w składzie którego 16 marca 2002 debiutował w Wyższej Lidze w meczu z Dynamem Kijów (0:5), a następnego roku do Obołoni Kijów. Na początku 2004 przeszedł do Arsenału Kijów. Latem 2006 przeniósł się do Illicziweć Mariupol. W kwietniu 2008 został piłkarzem Zorii Ługańsk. We wrześniu 2010 jako wolny agent podpisał kontrakt z Wołynią Łuck. Podczas przerwy zimowej sezonu 2010/2011 odszedł do PFK Sewastopol, ale już 31 sierpnia 2011 powrócił do Wołyni Łuck. Po zakończeniu sezonu 2013/14 opuścił wołyński klub. 31 października 2014 zasilił skład Stomilu Olsztyn. W sezonie 2015/16 ponownie był zawodnikiem Arsenału Kijów. 14 czerwca 2016 podpisał kontrakt z FK Tarnopol.

### Kariera reprezentacyjna
W 2003 rozegrał jeden mecz w młodzieżowej reprezentacji Ukrainy.